# Stranger Things/Staffel 1
Die erste Staffel der US-amerikanischen Science-Fiction-Horror-Fernsehserie Stranger Things wurde am 15. Juli 2016 weltweit exklusiv über den Streaming-Service Netflix veröffentlicht. Die Serie wurde von den Duffer-Brüdern entwickelt.
Die erste Staffel besteht aus acht circa fünfzig Minuten langen Episoden.

## Prämisse
Die erste Staffel beginnt im November 1983, als Forscher des Hawkins National Laboratory einen Spalt zum „Upside Down“ öffnen. Dies ist eine alternative Dimension. Ein Monster vom Upside Down kann entkommen und entführt einen Jungen namens Will Byers und ein junges Mädchen namens Barbara Holland. Wills Mutter Joyce und Jim Hopper, der Polizeichef der Stadt, suchen nach Will. Gleichzeitig entkommt ein junges psychokinetisches Mädchen namens Elf aus dem Labor und unterstützt Wills Freunde Mike, Dustin und Lucas bei ihren eigenen Bemühungen, Will zu finden.

## Besetzung

### Hauptfiguren
- Winona Ryder als Joyce Byers
- David Harbour als Chief Jim Hopper
- Finn Wolfhard als Mike Wheeler
- Millie Bobby Brown als Elf
- Gaten Matarazzo als Dustin Henderson
- Caleb McLaughlin als Lucas Sinclair
- Natalia Dyer als Nancy Wheeler
- Charlie Heaton als Jonathan Byers
- Cara Buono als Karen Wheeler
- Matthew Modine als Dr. Martin Brenner

### Nebenfiguren
- Joe Keery als Steve Harrington
- Rob Morgan als Officer Powell
- John Reynolds als Officer Callahan
- Susan Shalhoub Larkin als Florence
- Joe Chrest als Ted Wheeler
- Noah Schnapp als Will Byers
- Mark Steger als das Monster
- Randy Havens als Scott Clarke
- Catherine Dyer als Connie Frazier
- Ross Partridge als Lonnie Byers
- Shannon Purser als Barbara Holland
- Chris Sullivan als Benny Hammond
- Aimee Mullins als Terry Ives
- Amy Seimetz als Becky Ives

## Episoden
| Nr. (ges.) | Nr. (St.) | Deutscher Titel                                  | Originaltitel                            | Regie         | Drehbuch             |
| --- | --------- | ------------------------------------------------ | ---------------------------------------- | ------------- | -------------------- |
| 1 | 1         | Kapitel eins: Das Verschwinden des Will Byers    | Chapter One: The Vanishing of Will Byers | Duffer-Brüder | Duffer-Brüder        |
| Im November 1983 wird in Hawkins, Indiana, ein Wissenschaftler in einem Labor der US-Regierung von einer Kreatur angegriffen. Der zwölfjährige Will Byers trifft auf die Kreatur und verschwindet auf mysteriöse Weise, während er mit seinen Freunden Mike Wheeler, Dustin Henderson und Lucas Sinclair von einer Dungeons & Dragons-Runde nach Hause fährt. Wills alleinerziehende Mutter Joyce meldet sein Verschwinden dem Polizeichef Jim Hopper, der eine Suche startet und Joyce versichert, dass fast alle vermissten Kinder schnell gefunden werden. Der Direktor des Labors, Dr. Martin Brenner, untersucht eine organische Substanz, die aus dem Keller des Labors sickert, und behauptet, dass „das Mädchen“ nicht weit gegangen sein kann. Ein verstörtes, hungriges Mädchen, das einen Krankenhauskittel trägt, schleicht sich in ein Restaurant. Der Besitzer Benny erfährt aus einer Tätowierung „011“ auf ihrem Arm, dass sie Elf heißt. Mitarbeiter des Labors überwachen die Telefonleitungen und schicken Agenten zum Diner, nachdem Benny die Sozialdienste angerufen hat. Die Agenten töten Benny, aber Elf schafft es, mithilfe von telekinetischen Fähigkeiten zu fliehen. Das Telefon von Joyce wird durch eine elektrische Entladung zerstört, nachdem sie einen mysteriösen Anruf erhalten hat, von dem sie glaubt, er stamme von Will. |           |                                                  |                                          |               |                      |
| 2 | 2         | Kapitel zwei: Die Verrückte auf der Maple Street | Chapter Two: The Weirdo on Maple Street  | Duffer-Brüder | Duffer-Brüder        |
| Die Jungen bringen Elf zu Mikes Haus, wo sie sich nicht einig sind, was sie tun sollen. Mike macht einen Plan für Elf, sie als Ausreißerin auszugeben und Hilfe von seiner Mutter Karen zu suchen, doch Elf lehnt ab und enthüllt, dass „böse Männer“ hinter ihr her sind. Wills Bruder Jonathan besucht seinen getrennt lebenden Vater Lonnie in Indianapolis, um nach Will zu suchen, aber Lonnie weist ihn zurück. Hoppers Suchtrupp entdeckt ein Stück Krankenhauskittel in der Nähe des Labors. Nachdem Elf Will auf einem Foto erkannt und ihre Telekinese demonstriert hat, überzeugt sie die Jungen, ihr zu vertrauen, da sie glauben, sie könne Will finden. Mithilfe eines Spielbretts von Dungeons & Dragons zeigt Elf an, dass Will sich auf der „Upside-Down“-Seite des Spielbrettes befindet und vom „Demogorgon“ (der Kreatur) gejagt wird. Nancy und ihre Freundin Barbara Holland (Barb) gehen mit Nancys Freund Steve Harrington auf eine Party. Jonathan sucht in der Nähe von Steves Haus nach Will und fotografiert heimlich die Party. Nancy betrinkt sich und hat Sex mit Steve. Joyce erhält einen weiteren Anruf von Will, hört Musik von seiner Stereoanlage und sieht die Kreatur durch die Wand kommen. Barb, die am Schwimmbad allein gelassen wird, wird vom Demogorgon angegriffen und verschwindet. |           |                                                  |                                          |               |                      |
| 3 | 3         | Kapitel drei: Grausame Nacht                     | Chapter Three: Holly, Jolly              | Shawn Levy    | Jessica Mecklenburg  |
| Barb erwacht auf dem Kopf stehend in einer verfallenden, mit Ranken überwachsenen alternativen Dimension. Joyce glaubt, dass Will zuhause mit ihr mittels Impulsen in Glühbirnen kommuniziert. Dr. Brenner ermöglicht es Sheriff Hopper, ein Überwachungsvideo aus der Nacht zu sehen, in der Will verschwunden ist. Dies ist jedoch offensichtlich gefälscht, da der Regen aus der Nacht fehlt. Dies führt dazu, dass Hopper Brenners Hintergrund beleuchtet und seine Beteiligung am Projekt MK Ultra entdeckt, einem CIA-Experiment zum Gehirnwäschepotential von Psychopharmaka, und dass eine Frau namens Terry Ives Jahre zuvor behauptete, ihre Tochter sei von Brenner und seinen Wissenschaftlern entführt worden. Elf erinnert sich an Brenner, den sie „Papa“ nennt, und der sie dafür bestrafte, dass sie sich geweigert hatte, eine Katze telekinetisch zu verletzen. Steve zerstört Jonathans Kamera, nachdem er die heimlichen Fotos von der Party entdeckt hat. Nancy findet dabei ein Foto von Barb, nachdem sie festgestellt hat, dass sie vermisst wird. Nancy kehrt zu Steves Haus zurück, um Nachforschungen anzustellen. Sie trifft auf den Demogorgon, schafft es jedoch zu fliehen. Joyce malt eine alphabetische Tafel an ihre Zimmerwand. Daran befestigt sie Weihnachtslichter, damit Will mit ihr kommunizieren kann. Er zeigt ihr damit, dass er „zuhause“ ist und dass sie weglaufen soll. Da die Jungen glauben, dass Elf weiß, wo Will ist, bitten sie sie, sie zu ihm zu führen. Elf führt sie zu einem Steinbruch. Im See daneben wird gerade von Einsatzkräften Wills Leiche gefunden. |           |                                                  |                                          |               |                      |
| 4 | 4         | Kapitel vier: Die Leiche                         | Chapter Four: The Body                   | Shawn Levy    | Justin Doble         |
| Joyce weigert sich zu glauben, dass die Leiche, die im Steinbruch gefunden wurde, Will ist. Mike fühlt sich von Elf betrogen, bis sie ihm beweist, dass Will noch am Leben ist und seine Stimme durch Mikes Walkie-Talkie kanalisiert. Die Jungs theoretisieren, Elf müsse ein leistungsstärkeres Funkgerät benutzen, um mit Will besser kommunizieren zu können. Nancy bemerkt eine Gestalt hinter Barb auf Jonathans Foto, von der Jonathan feststellt, dass sie mit der Beschreibung des gesichtslosen Monsters seiner Mutter übereinstimmt. Nancy erzählt der Polizei von Barbs Verschwinden und gesteht ihrer Mutter, dass sie mit Steve geschlafen hat. Sie streitet sich später mit Steve, da er sich, anstatt sich um Barbs Verschwinden zu kümmern, nur darum kümmert, keinen Ärger mit seinem Vater zu bekommen, weil er eine Party zuhause geschmissen hat. Hopper untersucht die Echtheit der im Steinbruch gefundenen Leiche, erkennt, dass sie eine Fälschung ist, konfrontiert daraufhin den Polizisten, der sie gefunden hat, und schlägt ihn, bis dieser zugibt, dass ihm befohlen wurde zu lügen. Die Jungen schleichen sich mit Elf in ihre Schule, um das dortige Funkgerät zu benutzen, während Joyce Wills Stimme in ihrer Wohnzimmerwand hört. Sie reißt die Tapete weg und sieht ihn hinter einer organischen Membran. Elf nutzt das Funkgerät, um Will zu kanalisieren, um mit seiner Mutter zu sprechen. |           |                                                  |                                          |               |                      |
| 5 | 5         | Kapitel fünf: Der Floh und der Akrobat           | Chapter Five: The Flea and the Acrobat   | Duffer-Brüder | Alison Tatlock       |
| Hopper durchsucht das Geheimlabor und findet das Rankengebilde im Keller, bevor er von den Wachen des Labors ausgeknockt wird. Die Jungen fragen ihren Lehrer für Naturwissenschaften, Herrn Clarke, ob es möglich wäre, zwischen alternativen Dimensionen zu reisen, worauf er antwortet, dass es theoretisch ein „Tor“ zwischen den Dimensionen geben könnte. Hopper erwacht in seinem Haus und findet ein verstecktes Mikrofon, wodurch ihm klar wird, dass Joyce die ganze Zeit Recht hatte. Die Jungen gehen davon aus, dass ein Tor das elektromagnetische Feld der Erde stören würde, und folgen ihren Kompassen. Elf erinnert sich daran, wie sie in einen Tank für sensorische Deprivation gebracht wurde. Sie belauscht einen Russisch sprechenden Mann. Während sie ihm zuhörte, stieß sie auf den Demogorgon. Elf hat Angst, dem Demogorgon wieder zu begegnen, und lenkt die Kompassnadeln um. Lucas findet es heraus, da sie im Kreis gelaufen sind und interpretiert dies fälschlicherweise als Verrat. Dies führt dazu, dass Mike und Lucas sich prügeln und Elf Lucas telekinetisch von Mike wirft. Während Dustin und Mike sich um den bewusstlosen Lucas kümmern, rennt Elf davon. Nancy und Jonathan klügeln einen Plan aus, um den Demogorgon zu töten. Sie suchen ihn im Wald und treffen ihn an, wie er ein verletztes Reh reißt. Nancy folgt ihm durch ein Tor in einem Baum ins „Upside Down“ und lenkt seine Aufmerksamkeit auf sie. |           |                                                  |                                          |               |                      |
| 6 | 6         | Kapitel sechs: Das Monster                       | Chapter Six: The Monster                 | Duffer-Brüder | Jessie Nickson-Lopez |
| Jonathan zieht Nancy durch das Tor zurück. In dieser Nacht hat Nancy Angst, allein zu sein und bittet Jonathan, in ihrem Schlafzimmer zu bleiben. Steve, der versucht, sich mit Nancy zu versöhnen, sieht die beiden zusammen durch ihr Schlafzimmerfenster und nimmt an, dass sie etwas miteinander haben. Joyce und Hopper machen Terry Ives ausfindig, die katatonisch ist und von ihrer Schwester Becky betreut wird. Sie erklärt, dass Terry während ihrer ihr unbekannten Schwangerschaft eine Teilnehmerin am Projekt MK Ultra war und glaubt, dass ihre Tochter Jane bei der Geburt von Dr. Brenner entführt wurde, weil Jane angeblich telekinetische und telepathische Fähigkeiten hat. Nancy und Jonathan besorgen sich Waffen, um den Demogorgon zu töten, und vermuten, dass er von Blut angezogen wird. Steve gerät mit Jonathan in einen Faustkampf, nachdem er Nancy eine Schlampe genannt hat. Während sie alleine im Wald ist, erinnert sich Elf daran, dass Brenner sie gebeten hatte, sich mit dem Demogorgon in Verbindung zu setzen. In ihrem Entsetzen vor dem Monster hatte sie versehentlich für ihn das Tor zur Erde geöffnet. Auf der Suche nach Elf werden Mike und Dustin von Mobbern überfallen, aber von Elf gerettet, die einem Mobber den Arm bricht. Elf gesteht Mike unter Tränen, dass sie dafür verantwortlich ist, dass der Demogorgon diese Dimension betreten kann. Lucas sieht Agenten, die Elf aufgespürt haben und sich darauf vorbereiten, Mikes Haus zu durchsuchen. |           |                                                  |                                          |               |                      |
| 7 | 7         | Kapitel sieben: Die Badewanne                    | Chapter Seven: The Bathtub               | Duffer-Brüder | Justin Doble         |
| Lucas warnt Mike, dass Agenten nach Elf suchen. Mike, Dustin und Elf fliehen aus dem Haus. Elf schmeißt telekinetisch einen der Transporter der Agenten um, der diesen dann den Weg versperrt, wodurch die Kinder entkommen können. Lucas versöhnt sich mit Mike und Elf und die Kinder verstecken sich vor den Agenten. Nancy und Jonathan offenbaren Joyce und Hopper ihr Wissen über den Demogorgon. Die Gruppe kontaktiert die Kinder und alle treffen sich im Byers-Haus. Joyce und Hopper finden heraus, dass Elf Jane Ives ist. Die Gruppe bittet Elf, telepathisch nach Will und Barb zu suchen, aber ihre telekinetischen Anstrengungen haben sie geschwächt. Um Elfs Kräfte zu verstärken, brechen sie in die Mittelschule ein und bauen einen provisorischen Tank für sensorische Deprivation. Mit ihrer Telepathie findet Elf Barbs Leiche mit einer schneckenartigen Kreatur, die aus ihrem Mund kriecht, und findet mit Joyce’ Hilfe Will lebend. Als Hopper und Joyce bemerken, dass sich das Tor im Keller des Labors befindet, brechen sie in das Labor ein, werden jedoch vom Sicherheitspersonal festgenommen. Nancy und Jonathan kehren zum Byers-Haus zurück und planen, den Demogorgon anzulocken und zu töten. Im „Upside Down“ bricht der Demogorgon in Wills Fort ein. |           |                                                  |                                          |               |                      |
| 8 | 8         | Kapitel acht: Die andere Seite                   | Chapter Eight: The Upside Down           | Duffer-Brüder | Duffer-Brüder        |
| Hopper, der Jahre zuvor vom Tod seiner Tochter Sara stark getroffen wurde, verrät Brenner Elfs Standort, der im Gegenzug Hopper und Joyce erlaubt, die andere Seite zu betreten, um Will zu retten. Zurück im Haus der Byers schneiden sich Nancy und Jonathan in ihre Hände, um den Demogorgon anzulocken. Steve kommt gerade am Haus an, um sich für sein Fehlverhalten zu entschuldigen, als plötzlich der Demogorgon erscheint. Steve, Nancy und Jonathan kämpfen gegen den Demogorgon, zünden ihn an und bringen ihn dazu, sich zurückzuziehen. Währenddessen verstecken sich Elf und die Jungen in der Mittelschule, als Brenner und seine Agenten eintreffen, um Elf zu entführen. Sie tötet mittels Telekinese die meisten von ihnen, bevor sie vor Erschöpfung zusammenbricht. Der Demogorgon erscheint und greift die Agenten an und tötet am Ende Brenner. Hopper und Joyce finden Will im „Upside Down“ bewusstlos mit einer Ranke im Hals, und beleben ihn wieder. Der Demogorgon findet die Kinder in der Schule. Elf vernichtet ihn und löst sich dabei spurlos auf. Will wird ins Krankenhaus eingeliefert. Einen Monat später ist Nancy wieder mit Steve zusammen und beide sind mit Jonathan gut befreundet. Will ist wieder zuhause und hat eine albtraumhafte Vision von der anderen Seite und als er im Bad ist, spuckt er eine schneckenartige Kreatur in den Ausguss des Waschbeckens. |           |                                                  |                                          |               |                      |
| Alle Episoden wurden am 15. Juli 2016 sowohl in Originalsprache als auch in deutscher Sprache bei Netflix veröffentlicht. |           |                                                  |                                          |               |                      |

## Entwicklung
Die Staffel wurde von den Duffer-Brüdern entwickelt. Ursprünglich sollte die Serie Montauk heißen, da es an die Montauk-Verschwörung angelehnt war. Die Brüder schickten die Idee an verschiedene Fernsehsender, die allerdings alle ablehnten. 2015 kam dann ein Vertrag mit Netflix zustande und das Projekt wurde unter dem Namen Montauk angekündigt.

### Casting
Ab Juni 2015 gab es die Castings zur Serie, die über mehrere Monate andauerten.

### Dreharbeiten
Die Dreharbeiten zur ersten Staffel begannen am 25. September 2015 und wurden weitgehend in Atlanta, Georgia, durchgeführt, wobei die Duffer-Brüder und Levy die Regie für einzelne Episoden führten. Jackson diente als Grundlage für die fiktive Stadt Hawkins in Indiana. Andere Drehorte waren weitere Orte in Georgia wie das Georgia Mental Health Institute. Die Dreharbeiten für die erste Staffel waren Anfang 2016 abgeschlossen.

## Zuschauerzahlen
Von Netflix gab es keine Angaben zu den Zuschauerzahlen. Laut Symphony wurden in den ersten 35 Tagen nach Veröffentlichung von Stranger Things in den USA durchschnittlich 14,07 Millionen Erwachsene im Alter zwischen 18 und 49 Jahren bewertet. Die Staffel kam sehr gut an, was sich an guter Resonanz von Seiten der Zuschauer erkennen lässt.

## Fortsetzung
Aufgrund des Erfolgs der ersten Staffel wurde der Plan verworfen, dass Stranger Things eine Miniserie mit einer Staffel sein solle. Es wurde nur eine Staffel geplant mit der Möglichkeit einer Fortsetzung aus anderer Sicht. Man entschied sich allerdings aufgrund des Erfolgs der ersten Staffel gemeinsam mit Netflix für eine zweite Staffel.